# Francesco Balbi Senarega
Francesco Balbi Senarega (Genova, 18 aprile 1815 – Firenze, 29 dicembre 1881) è stato un politico italiano.